# Luís Cláudio
Luís Cláudio, właśc. Luís Cláudio Cosme da Silva (ur. 23 maja 1959 w Rio de Janeiro) – piłkarz brazylijski występujący na pozycji środkowego obrońcy.

## Kariera klubowa
Karierę piłkarską Luís Cláudio zaczął w klubie Moto Club São Luís. W latach 1979–1981 i 1982–1984 występował w Botafogo FR. W lidze brazylijskiej zadebiutował 7 listopada 1979 w wygranym 6-1 meczu z São Bento Sorocaba. W barwach Botafogo Luís Cláudio 3 kwietnia 1983 w wygranym 6-2 wyjazdowym meczu z Sergipe Aracaju wystąpił po raz ostatni w lidze. Ogółem w latach 1979–1983 w lidze brazylijskiej Luís Cláudio rozegrał 31 spotkań. W 1982 krótko występował w Vitórii Salvador.

## Kariera reprezentacyjna
Luís Cláudio występował w olimpijskiej reprezentacji Brazylii. W 1979 uczestniczył w Igrzyskach Panamerykańskich, na których Brazylia zdobyła złoty medal. Na turnieju w San Juan wystąpił we wszystkich pięciu meczach Gwatemalą, Kubą, Kostaryką, Portoryko i ponownie z Kubą.